# ریومور ۷۰۹۸
سیارک ۷۰۹۸ (به انگلیسی: 7098 Reaumur، نامگذاری:1993TK39) هفت هزار و نود و هشتمین سیارک کشف شده‌است که در ۹ اکتبر ۱۹۹۳ کشف شد.
قدر مطلق سیارک برابر ۲۹.۵ است.